# Helen Dorn: Schatten der Vergangenheit
Schatten der Vergangenheit ist ein deutscher Fernsehfilm von Alexander Dierbach aus dem Jahr 2018. Es handelt sich um die neunte Folge der ZDF-Kriminalfilmreihe Helen Dorn mit Anna Loos in der Titelrolle.

## Handlung
Die Sekretärin des Anwalts Johannes Trautwein alarmiert die Polizei, da sie während eines Telefonates mit ihrem Chef Schüsse gehört haben will und Trautwein seitdem nicht mehr erreichbar ist. Kommissarin Helen Dorn wird verständigt und erfährt, dass der Anwalt einen Zeugen treffen wollte, der seinen Mandanten Robert Lorenz entlasten wollte. Diesem wird vorgeworfen, das Kindermädchen seiner Tochter vergewaltigt zu haben. Nach Feststellung des letzten Aufenthaltsortes von Trautwein finden sich dort tatsächlich Spuren einer Gewalttat, allerdings keine Leiche.
Als Robert Lorenz vom Verschwinden seines Anwalts erfährt, ist ihm klar, das dem Mann eine Falle gestellt wurde, weil jemand mit allen Mitteln verhindern will, dass er möglicherweise freigesprochen wird. Helen Dorn sucht Lorenz Ehefrau auf, die zu ihrer Überraschung eine ehemalige Klassenkameradin ist. Britta Lorenz spricht nicht sonderlich gut über ihren Mann, da sie seit Jahren unter dessen Gewalttätigkeit zu leiden hat. Sie lebt mit auf dem Gestüt und Reiterhof ihrer Schwiegermutter, den diese gemeinsam mit ihren beiden Söhnen betreibt. Vor kurzem wurde jedoch der Familienbesitz mit in Lorenz Immobilienfirma eingebracht, die er mit seinem Partner Maybach führt. Helen Dorn bezweifelt, dass diese Übertragung ohne familiäre Komplikationen abgelaufen sein soll.
Die Mordermittlungen führen die Kommissarin zu einem Callgirl, bei dem es sich seltsamerweise um Eva Czerny, dem Kindermädchen und angeblichen Vergewaltigungsopfer handelt. Czerny gibt an, dass Anwalt Trautwein sie vor kurzem kontaktiert hätte, um sie zum Widerruf ihrer Aussage zu bringen. Beim anstehenden Haftprüfungstermin gegen Lorenz wird dieser überraschend auf freien Fuß gesetzt und noch am selben Abend taucht dessen Ehefrau bei Helen Dorn auf. Robert Lorenz sei erneut gegen sie gewalttätig geworden und nun hätte sie Todesangst.
Inzwischen wird nicht nur der vermisste Trautwein tot aufgefunden, sondern auch Robert Lorenz. Letzterer findet sich in seiner Wohnung augenscheinlich in Notwehr erschlagen von seiner Frau. Diese leugnet allerdings ihren Mann getötet zu haben. Helen Dorn ist geneigt ihr zu glauben und fragt sich, wer am meisten von Lorenz Tod profitiert. Da für seine Ehe Gütertrennung vereinbart war, scheidet Britta Lorenz eigentlich aus. Hingegen würde Maybach die gesamte Firma nun allein gehören inklusive des 15 Millionen schweren Familiengrundstücks der Lorenz. Die Kommissarin will Maybach aufsuchen, doch findet sie auf seinem Anwesen nur Eva Czerny an. Damit ist ihr klar, dass Maybach sie als Kindermädchen ganz gezielt bei Lorenz eingeschleust hatte, damit sie ihn in eine Venusfalle lockt, denn solange Robert Lorenz in Untersuchungshaft war, konnte er sich in aller Ruhe das wertvolle Grundstück über eine Scheinfirma „unter den Nagel reißen“. Doch Helen Dorn findet heraus, dass Maybach alles zusammen mit Britta Lorenz geplant hatte, denn unter ihrer beider Namen ist die Scheinfirma eingetragen. Der Versuch, die Morde Lorenz’ Bruder Alexander unterzuschieben, missglückt wie auch Britta Lorenz’ Vorhaben, nach dem Anwalt, der ihr falsches Spiel durchschaut hatte, nun auch noch Maybach als letzten Mitwisser aus dem Weg zu räumen. In ihrer Verzweiflung, ihr Ziel nicht erreicht zu haben, begeht sie am Ende Selbstmord.

## Hintergrund
Die Dreharbeiten für Schatten der Vergangenheit erfolgten vom 16. Oktober bis zum 15. Dezember 2017 in Köln und Düsseldorf. Gesendet wurde diese neue Folge der Reihe als ZDF-Samstagskrimi.
Helen Dorn plagen in dieser Folge große Selbstzweifel über den Sinn ihrer Arbeit.

## Rezeption

### Einschaltquote
Die Erstausstrahlung von Schatten der Vergangenheit am 17. März 2018 im ZDF erreichte 7,38 Millionen Zuschauer und einen Marktanteil von 23,1 Prozent.

### Kritik
Harald Keller wertete bei tittelbach.tv: „Helen Dorn ist eine wache Ermittlerin, entschieden und zielstrebig, zugleich eine herbe Figur, schroff und unnahbar, herzlich allein im Umgang mit Kindern und Jugendlichen. Anna Loos verleiht dieser Ermittlerin gänzlich uneitel und vollends überzeugend eine optische Strenge und Verhärmtheit – dies passt zu jemandem, der über die Maßen von seinem Beruf beansprucht wird. Aber Dorns Wesensart ist nur mit Überarbeitung nicht zu erklären. Zur Schwäche gerät gerade in dieser Folge, dass Dorns Verhalten nicht konsequent ihrem Charakter, sondern den Erfordernissen des Drehbuchs folgt.“
Die Redaktion von TV Spielfilm beurteilte den Krimi mit dem „Daumen nach oben“ und schrieb:  „Manche Krimis stechen aus dem TV-Einerlei hervor, weil sie einen Tick besser gespielt, geschrieben und inszeniert sind und deshalb dramatischer wirken. Genauso ergeht es diesem wendungsreichen Stochern in unklaren Verhältnissen.“ „Nicht perfekt, etwas altmodisch und richtig gut.“
Ulrich Feld von der fnp meinte: „Die mittlerweile neunte Episode der Krimireihe ‚Helen Dorn‘ entpuppt sich als echte Überraschung. Nach dem herausragenden Auftakt ‚Das dritte Mädchen‘ von 2014 zeigten sich die Nachfolger von höchst gemischter Qualität. Wobei aber keine einzige Geschichte auch nur annähernd mehr die packende Wirkung des Erstlings erreichen konnte. Die Plots waren dabei aber nicht das einzige Problem.“ „Als echter Fortschritt gegenüber vielen Vorgängern zeigt sich hier aber die Handlung, die Helen Dorn in die gehobene Gesellschaft führt. Das Auseinanderfallen von Sein und Schein – ein glanzvoll erscheinender Hof steckt tief in den roten Zahlen – und ein ziemlich ausgeklügeltes Geflecht aus unsauberen Geschäften, Mord und Sex gibt dem Krimi einen bemerkenswerten Sog, der im Verlauf der Geschichte immer mehr ansteigt.“
Bei Quotenmeter.de schrieb Sidney Schering: „Der neue ‚Helen Dorn‘-Fall wird durch mühselig konstruierte Plotmechanismen vorangetrieben, während das gewohnt engagierte Ensemble versucht, das schale Dialogbuch zum Leben zu erwecken.“